# Helladocampa
Helladocampa és un gènere de diplurs de la família Campodeidae.